# Casa consistorial d'Éibar
La casa consistorial d'Éibar a Guipúscoa, al País Basc, pot considerar-se pionera en la construcció amb formigó en aquesta província. La projectà l'arquitecte Ramón Cortázar i s'inaugurà el 14 de setembre de 1901. Fou declarat Bé d'Interés Cultural el 17 de juliol de 1984.

## Característiques
L'edifici es construí en part sobre el riu Ego. Les obres començaren al març del 1899 després d'obtenir el permís del Ministeri de Foment aquest mateix any. El 22 de maig es realitzà la cerimònia de la col·locació de la primera pedra que presidí el llavors alcalde Antonio Iturrioz.
Se situa a la plaça d'Unzaga, plaça principal de la ciutat d'Éibar, completament exempta i assentada en un dels seus costats. L'edificació es complementa amb la plaça que presideix, i crea un focus de reunió i expansió per a la ciutadania.
Té una longitud de 43,80 m, una amplària de 33,30 m i una alçada de 15 m. Al principi era una construcció en forma de "O" que deixava oberta la seua part posterior; aquesta se'n cobrí el 1961 i el 1975 es cobrí el pati interior que s'hi havia format.
La façana principal s'alça sobre unes porxades i acaba en un frontó amb rellotge sota el qual és la balconada principal amb un gran escut d'Éibar. Els buits de finestres i balconades es distribueixen seguint una composició repetitiva i simètrica en relació amb els eixos i arcs de mig punt. La part central, l'ocupa la balconada principal, que s'obri entre sengles parells de columnes corínties que suporten el frontó on és el rellotge. Sobre les portes d'accés a la balconada s'ha col·locat l'escut de la ciutat. A dins crida l'atenció l'escala senyorial.
L'edifici està realitzat en maçoneria amb adorns de pedra artificial. El fustam és de pi, i la coberta de teula. L'estructura en la planta baixa està feta en formigó armat utilitzant el sistema Hennebique, i aquest edifici fou pioner en la seua utilització a la província de Guipúscoa.
En el projecte originari les utilitats assignades a les instal·lacions eren: a la planta baixa se situaren escoles públiques, instal·lacions de la policia municipal i l'oficina d'obres. La primera planta era la planta noble a la qual s'accedeix per una àmplia i luxosa escala presidida per una vidriera amb l'escut d'Éibar; la darrera planta estava ocupada per cases per a funcionaris (mestres, conserge, secretari...). Els usos i distribucions han anat variant-ne amb el temps.

## Història
El 1870 el mal estat de la Casa consistorial, denominada Konzejokua, era font de moltes queixes dels eibarresos; això feu que el llavors alcalde, Félix Guisasola, començara a plantejar la necessitat de construir un nou edifici.
El 1899 es defineix un projecte en què les noves instal·lacions doblarien la grandària de l'anterior ajuntament. Es feu càrrec del projecte el donostiarra Ramón Cortazar, que dissenyà un edifici de tres plantes amb un basament amb carreus i un ampli pòrtic a la façana principal, oberta a la plaça. Era un edifici que conjuminava els trets clàssics de les cases consistorials basques (amb arcades) amb una certa monumentalitat de palau italià amb trets renaixentistes que s'arribaren a ser titllats, per aquell temps, de barrocs.

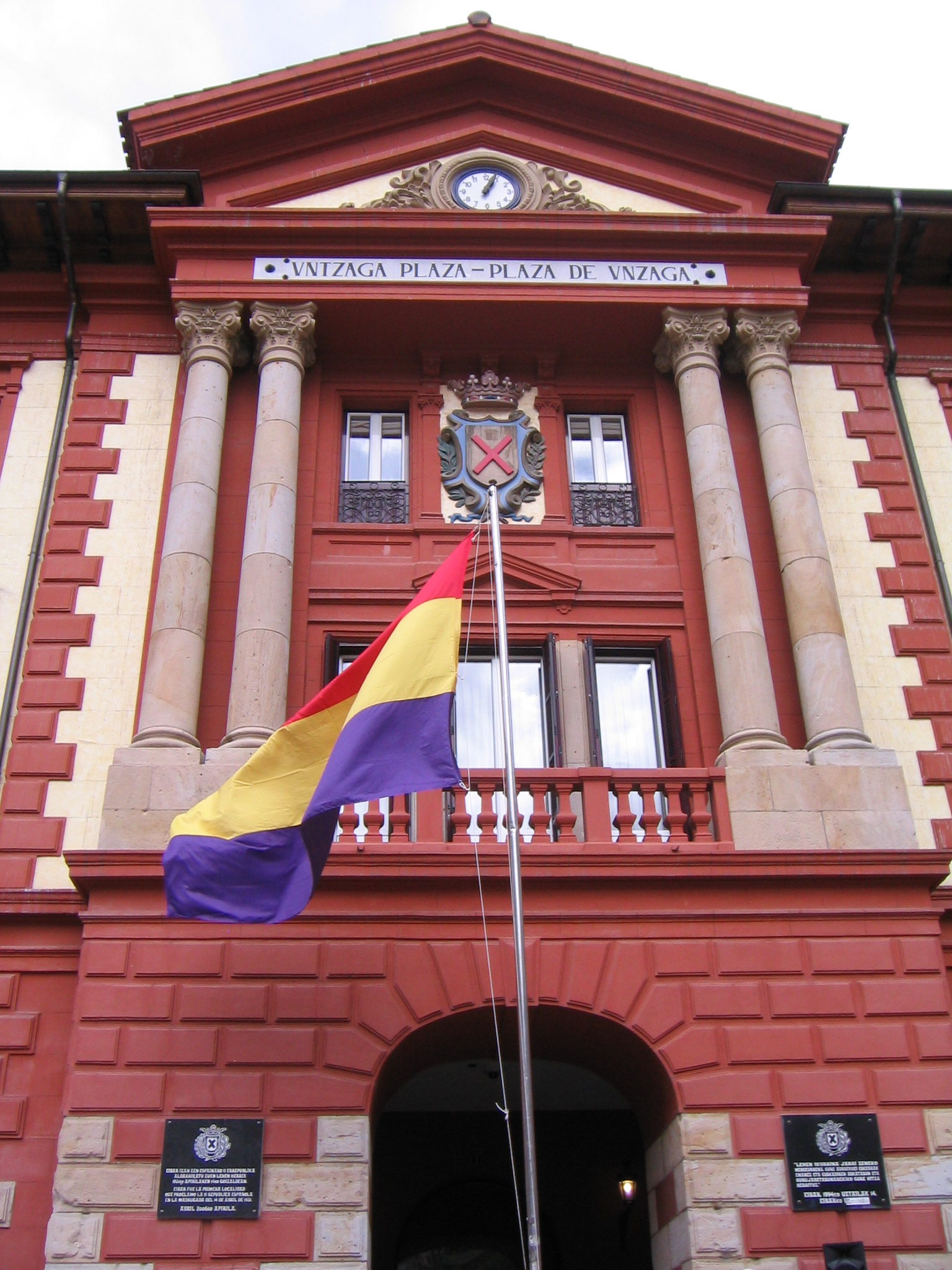
Bandera republicana espanyola hissada en el 77 aniversari de la proclamació de la República a Éibar

Les dimensions del nou edifici obligaven, a més d'ocupar el terreny de l'antiga casa consistorial, a enderrocar l'edifici denominat "Casa Reial" en què se situaven alguns serveis de l'administració de l'estat i del riu Ego.
Les noves instal·lacions s'inauguraren el 14 de setembre de 1901. El 1961 es construeix un nou edifici a la part posterior que tanca l'"O" originària i forma un pati interior que seria cobert i condicionat com a sala d'exposicions el 1975.
El 14 d'abril de 1931 fou el primer Ajuntament on s'hissà la bandera de la República, a l'entorn de les 6 del matí. Als blocs de gres que formen els arcs de la façana principal es poden apreciar els impactes de la metralla dels bombardejos patits per la ciutat en la tardor hivern del 1936-1937 quan el front nord es detingué just en els seus límits.
El 2001 fou totalment renovat: se n'efectuà un buidatge interior, mantenint-ne les façanes i elements rellevants. Es restauraren les façanes esquerdades i pintades i es donà un tractament al gres que forma la base de carreus; s'enderrocaren i reconstruïren amb els materials i dissenys originaris l'escala principal i el saló de plens. També els sòls de marbre i rajola com els estucats de parets i sostres ornamentats i policroms. Després d'unes llargues obres se'n reinaugurà l'any 2003.